# 児童文学遺産賞
児童文学遺産賞（じどうぶんがくいさんしょう、英: Children's Literature Legacy Award）は、アメリカ図書館協会の児童サービス部会により選考される。長きにわたり影響力のある児童文学の作者に授与される。2017年まではローラ・インガルス・ワイルダー賞として行われていたが、ワイルダー作品には人種差別的な表現が含まれており、その名を賞に冠するべきでないとの判断により、2018年に現名称へと変更された。

## 概要
1954年に創設。その後は5年ないし6年おきに発表。1980年からは3年おき、2001年からは隔年に発表されていた。2015年以降は毎年発表されている。

## 歴代受賞者
| Year | Author                           |
| ---- | -------------------------------- |
| 2023 | ジェームズ・ランサム             |
| 2022 | グレース・リン                   |
| 2021 | ミルドレッド・D・テーラー        |
| 2020 | ケヴィン・ヘンクス               |
| 2019 | ウォルター・ディーン・マイヤーズ |
| 2018 | ジャクリーン・ウッドソン         |
| 2017 | ニッキ・グリムズ                 |
| 2016 | ジェリー・ピンクニー             |
| 2015 | ドナルド・クルーズ               |
| 2013 | キャサリン・パターソン           |
| 2011 | トミエ・デパオラ                 |
| 2009 | アシュリー・ブライアン           |
| 2007 | ジェームス・マシャール           |
| 2005 | ローレンス・イェップ             |
| 2003 | エリック・カール                 |
| 2001 | ミルトン・メルツァー             |
| 1998 | ラッセル・フリードマン           |
| 1995 | ヴァージニア・ハミルトン         |
| 1992 | マーシャ・ブラウン               |
| 1989 | エリザベス・ジョージ・スピア     |
| 1986 | ジーン・フリッツ                 |
| 1983 | モーリス・センダック             |
| 1980 | ドクター・スース                 |
| 1975 | ビバリー・クリアリー             |
| 1970 | E・B・ホワイト                   |
| 1965 | ルース・ソーヤー                 |
| 1960 | クララ・イングラム・ジャドソン   |
| 1954 | ローラ・インガルス・ワイルダー   |